# قاعده من بلغ
قاعدهٔ من بلغ یا تسامح در ادلهٔ سنن به قاعده‌ای در میان فقهای شیعه اشاره دارد که فقیه در مستحبات براساس احادیث ضعیف فتوا می‌دهد. این قاعده بیان می‌دارد که هرگاه خبر واحدی از معصوم در مورد مستحب بودن انجام عملی سخن گفت، اگر کسی بدون بررسی سند حدیث به محتوای آن عمل کند ثواب آن عمل به او می‌رسد حتی اگر آن حدیث از معصوم صادر نشده‌باشد. بسیاری از فقیهان شیعه مانند علامه حلی، شهید اول، و شیخ بهایی براساس قاعدهٔ تسامح فتوا داده‌اند؛ گرچه برخی این روایات را جعلی دانسته‌اند. فقهای اهل سنت این احادیث را جعلی می‌دانند. این حدیث در جوامع روایی سنی از پیامبر اسلام و در شیعه از محمد باقر و جعفر صادق نقل شده و تنها از یک طریق حَسَن و از طرق دیگر ضعیف است.

## حدیث
دلیل مشهور شدن این قاعده به قاعدهٔ من بلغ به دلیل آغاز شدن بسیاری از این احادیث با عبارت «من بلغه …» است. نمونه‌ای از این حدیث به نقل از اصول کافی:
عَنْ مُحَمَّدِ بـْنِ مـَرْوَانَ قَالَ سَمِعْتُ أَبَا جَعْفَرٍ یَقُولُ مَنْ بَلَغَهُ ثَوَابٌا مِنَ اللَّهِ عَلَی عَمَلٍ فَعَمِلَ ذَلِکَ الْعَمَلَ الْتِمَاسَ ذَلِکَ الثَّوَابِ أُوتِیَهُ وَ إِنْ لَمْ یَکُنِ الْحَدِیثُ کَمَا بَلَغَهُ

محمد بن مروان گوید: شنیدم امام صادق فرمود: کسیکه ثواب از خدا بر عملی به او برسد و آن عمل را به امید آن ثواب انجام دهد، به او می‌دهند اگر چه حدیث چنان‌که به او رسیده نباشد.

## استدلال موافقان
شیخ مرتضی انصاری در حمایت از این قاعده استدلال می‌کند که «مواردی را که در آن عبادتی محتمل باشد می‌توان آن را به امید و رجاء امر به جا آورد و همین قصد قربت در صحت عبادات کافی است» محمود هاشمی شاهرودی سند این حدیث را بدون خدشه می‌داند و می‌نویسد منظور شارع از چنین احادیثی هم ترغیب و تشویق به فعلی بوده و هم در حال اعمال مولویت خویش بوده‌است. سید ابوالقاسم خویی استفاده از این اخبار را برای حرام شمردن کاری مجاز نمی‌شمرد، و هاشمی شاهرودی در این مورد با او هم‌عقیده است.